# 超低鐵球粒隕石
超低鐵球粒隕石（Amphoterite）是已經廢棄不用的球粒隕石分類，現在的新分類為LL (低鐵和低總金屬含量) 的類型。
在這類型隕石中，多數的鐵都是以氧化鐵的形態存在於礦物中 (像是橄欖石) 不是自由的金屬，而不像許多其它的隕石。隕石內自由金屬鐵的含量只有0.3%至3.0%，但鐵的總含量可以達到20%或者更高一倍。
在隕石類型的LL之後可以附加數字，像是LL3、LL5、LL6等等 (類型範圍層3到7)。這個數值指示隕石中的隕石球粒所遭受的改變量。
隕石球粒是微小的礦物球，直徑通常在0.1—4（0.0039—0.1575英寸）。一顆LL3類型是未受腐蝕，可以看出隕石球粒是完整的，LL7的類型則已被熔融，或是受到壓力或其它的力而改變，隕石球粒的圓形幾乎已經完全被抹煞。

## 資料來源
- Astrodigital Online Dictionary of Meteoritics （页面存档备份，存于）